# Bailey Peacock-Farrell
Bailey Peacock-Farrell (* 29. Oktober 1996 in Darlington, England) ist ein nordirischer Fußballtorwart. Ausgebildet beim FC Middlesbrough und Leeds United wechselte er als aktueller nordirischer Nationaltorhüter im August 2019 in die Premier League zum FC Burnley. In der Saison 2023/24 ist er an den dänischen Erstligisten Aarhus GF ausgeliehen.

## Karriere

### Vereinslaufbahn
Peacock-Farrell begann seine fußballerische Laufbahn ab 2006 in der Jugendabteilung des FC Middlesbrough. Dort wurde er sieben Jahre lang ausgebildet und nachdem er 2013 nicht in ein offizielles Ausbildungsprogramm übernommen worden war, schloss er sich nach seiner Freistellung Leeds United an. Dort unterzeichnete er im Juni 2015 seinen ersten Profivertrag. Am 5. April 2016 feierte er für Leeds sein Zweitligadebüt gegen die Queens Park Rangers, nachdem in der Partie zuvor Stammtorhüter Marco Silvestri des Feldes verwiesen worden war. Die Partie gegen QPR endete 1:1, wobei Peacock-Farrell erst kurz vor Ende den Gegentreffer per Elfmeter hinnahm. Im folgenden Monat unterschrieb er einen neuen Zweijahresvertrag. Wenngleich er in der Spielzeit 2016/17 überhaupt nicht in der ersten Mannschaft zum Einsatz kam und er ab Oktober 2016 nach einer Operation aufgrund einer Handfraktur ausfiel, verlängerte er im Juli 2017 seinen Kontrakt um drei weitere Jahre in Leeds.
In der Vorbereitung zur Saison 2017/18 war Peacock-Farrell Gegenstand diverser Planspiele. Er stellte sich beim Drittligisten Oldham Athletic mit der Aussicht auf ein einjähriges Leihgeschäft vor. Diese Option nutzte Oldham jedoch nicht und so kehrte der junge Torwart nach Leeds zurück, um sich dort mit Andy Lonergan und Felix Wiedwald zu messen. Bereits im Oktober 2017 ging er dann für einen Monat zum semiprofessionellen Klub York City und kassierte dort in vier Spielen neun Gegentreffer. Im Januar 2018 stellte er sich beim schwedischen Klub Landskrona BoIS vor, aber auch dort nahm man nach einem Freundschaftsspiel mit ihm von einer Verpflichtung Abstand. Knapp zwei Jahre nach seinem Debüt für Leeds bestritt er am 7. März 2018 für Leeds gegen den Tabellenführer Wolverhampton Wanderers seine zweite Ligapartie, nachdem der formschwache Stammtorwart Wiedwald zuvor aus der Stammelf aussortiert worden war. Obwohl das Spiel mit 0:3 verloren ging, erhielt Peacock-Farrell die Auszeichnung zum „Man of the Match“ und in den restlichen Begegnungen der ausgehenden Saison 2017/18 blieb er die neue „Nummer Eins“.
Obwohl er auch zu Beginn der Saison 2018/19 unter dem neuen Trainer Marcelo Bielsa regelmäßig im Tor stand, stand er nicht hoch in dessen Gunst. Dies äußerte sich unter darin, dass Jamal Blackman leihweise vom FC Chelsea im Sommer 2018 verpflichtet wurde. Als dieser sich jedoch verletzte und im November nach London zurückkehrte, äußerte Bielsa offen, dass er Peacock-Farrell ansonsten aus der Stammformation entfernt hätte – er verglich dessen Leistungen mit einer „Achterbahn“. So blieb Peacock-Farrell zeitweise der einzige Torwart im Kader von Leeds United im Seniorenbereich. Als Mitte Januar 2019 dann Kiko Casilla von Real Madrid in Leeds anheuerte, fiel er in der Hackordnung hinter den Spanier zurück, wobei Bielsa betonte, dass sich die Entscheidung letztlich positiv auf die sportliche Entwicklung des noch jungen Torwarts auswirken würde. Im Sommer 2019 stockten die Verhandlungen zur Verlängerung von Peacock-Farrells Vertrag. Den Wunsch nach einem Stammplatz im Tor konnte der Verein ihm nicht erfüllen, da Bielsa weiterhin Casilla favorisierte.
Am 2. August 2019 unterschrieb Peacock-Farrell in der Premier League beim FC Burnley einen Vertrag mit einer Laufzeit von vier Jahren plus einer Option auf eine weitere Saison. Über die Ablösesumme wurde Stillschweigen vereinbart, soll jedoch Medienberichten zufolge bei rund 2,5 Millionen Pfund gelegen haben. Freilich wurde er auch in Burnley nicht als kurzfristig neuer Stammtorhüter angesehen, da er unter anderem nun mit den beiden englische Nationaltorhütern Nick Pope und Joe Hart konkurrierte. Nach insgesamt lediglich vier Premier-League-Einsätzen innerhalb von zwei Jahren wurde er Ende Juli 2021 für die gesamte Saison 2021/22 an den Drittligisten Sheffield Wednesday ausgeliehen. Nach seiner Rückkehr machte er in der Saison 2022/23 der EFL Championship acht Ligaspiele für den FC Burnley, bevor er zur Saison 2023/24 an den dänischen Erstligisten Aarhus GF ausgeliehen wurde.

### Nationalmannschaft
Der in England geborene Peacock-Farrell erhielt die Berechtigung für Nordirland zu spielen durch die Herkunft seines Großvaters Jim, der aus Enniskillen stammte. Erstmals wurde er im Mai 2017 in ein Trainingscamp der Nationalmannschaft eingeladen und dann im August 2018 für die anstehenden WM-Qualifikationsspiele gegen San Marino und Tschechien berufen. Im März 2018 nominierte ihn dann der U-21-Trainer Ian Baraclough für zwei anstehende Europameisterschaftsqualifikationsspiele und bei seinem Debüt am 26. März 2018 gegen Island hielt sich Peacock-Farrell beim 0:0 schadlos.
Nachdem er sich in Leeds zum Stammtorhüter entwickelt hatte, wurde er im Mai 2018 wieder für die A-Mannschaft berücksichtigt und debütierte gegen Panama am 30. Mai 2018 per Einwechslung in der zweiten Halbzeit. Im September 2018 teilte er mit, dass er von Mitarbeitern der englischen Nationalmannschaft kontaktiert worden war, mit dem Ziel seine Entscheidung für Nordirland noch einmal zu überdenken. Dieser lehnte das englische Begehren jedoch ab und ließ am 8. September 2018 gegen Bosnien-Herzegowina (1:2) sein Pflichtspieldebüt für Nordirland folgen.